# Freixanet
Freixanet fue un municipio español de la provincia de Gerona, en Cataluña. En la segunda mitad del siglo XX fue absorbido por el de Camprodón.

## Historia
El municipio contaba hacia mediados del siglo XIX con 110 habitantes y su término rodeaba al de Camprodón, excepto por la parte oeste de este último. El municipio aparecía descrito en el octavo volumen del Diccionario geográfico-estadístico-histórico de España y sus posesiones de Ultramar de Pascual Madoz de la siguiente manera:

FREIXANET: l. con ayunt. en la prov. y dióc. de Gerona (9 leg.), part. jud. de Rivas (3 1/2), aud. terr. y c. g. de Barcelona (19). SIT. entre montes con buena ventilacion, y clima húmedo y frio, pero sano;  las enfermedades comunes son pulmonias. Tiene 30 casas diseminadas, que circuyen casi todo el térm. de la v. de Campradon, escepto por el O., y una igl. parr. aneja de la de esta v. El térm. confina con ella por NE. y S., y por O. con Llanás; en él se encuentra la ermita de San Antonio sit. sobre un monte. El terreno es montuoso, áspero y de inferior calidad; le fertiliza el r. Ritort, sobre el cual hay un puente, y le cruzan varios caminos locales y el que conduce á Francia. El correo se recibe de Campradon. prod.: centeno, patatas, poco trigo y maiz; cria ganado lanar y vacuno, y con preferencia el caballar; caza de perdices, conejos y liebres, y pesca en el r. ind.: un molino harinero. pobl.: 23 vec., 110 alm. cap. prod.: 2.846,400 reales. imp. 71,160.
(Madoz, 1847, p. 182)

En 1965 el municipio de Freixanet fue absorbido por el de Camprodón.
A fecha de 2022 aparecía todavía tabulada por el INE una entidad singular de población llamada Freixenet, que contaba con 194 habitantes en 2021.

## Demografía
| Gráfica de evolución demográfica de Freixanet entre 1842 y 1960 |
| |
| Población de derecho según los censos de población del INE Población de hecho según los censos de población del INEEntre el censo de 1857 y el anterior, crece el término del municipio porque incorpora a Bolós, Caballera y Greixenturre Entre el censo de 1970 y el anterior, este municipio desaparece porque se integra en el municipio Camprodón |